# Коломяжское (электродепо)
ТЧ-12 «Коломя́жское» — планируемое депо Петербургского метрополитена, будет расположено на Фрунзенско-Приморской линии за станцией с условным названием «Коломяжская».
Депо будет обслуживать поезда Фрунзенско-Приморской линии. Предполагаемое местоположение — в историческом районе Коломяги.
20 августа 2007 года Комитет экономического развития промышленной политики и торговли правительства Санкт-Петербурга (КЭРППИТ) объявил открытый конкурс на разработку проекта строительства метрополитена от станции «Комендантский проспект» до станции «Магистраль № 30» с электродепо «Коломяжское». Заказчиком выступил ГУП «Петербургский метрополитен». На тот момент депо планировалось в районе Шуваловского проспекта.
В 2008 году депо было сдвинуто на северо-запад, и его открытие планировалось на 2013—2015 годы.
По состоянию на 2022 год открытие депо планируется на 2035 год. Смольный объявил конкурс на разработку документации по проекту планировки территории.